# Mesosa tonkinensis
Mesosa tonkinensis är en skalbaggsart som först beskrevs av Stefan von Breuning 1935.  Mesosa tonkinensis ingår i släktet Mesosa och familjen långhorningar. Inga underarter finns listade i Catalogue of Life.